# Eduardo Viveiros de Castro
Pour les articles homonymes, voir Castro.
Eduardo Batalha Viveiros de Castro, né le 19 avril 1951 à Rio de Janeiro, est un universitaire et anthropologue brésilien.

## Biographie
Depuis 1984, il enseigne l'anthropologie au Museu Nacional de l'université fédérale de Rio de Janeiro. Il a également été professeur de Latin American Studies à l'Université de Cambridge (1997-1998) et directeur de recherches au CNRS (1999-2001). 
Ses travaux récents proposent une réflexion sur la constitution des collectivités amérindiennes, tout en maintenant une approche où se confrontent philosophie et anthropologie. En français, il s'est surtout fait connaître par l'un de ses articles sur le perspectivisme amérindien (traduit par le philosophe Éric Alliez). Dans Par-delà nature et culture, Philippe Descola reprend et discute plusieurs aspects des recherches de Viveiros de Castro.

## Le perspectivisme
Eduardo Viveiros de Castro théorise sous le nom de « perspectivisme » le fait que certains peuples ne pensent pas seulement que les animaux se comportent comme des humains mais que, réciproquement, les animaux perçoivent les humains comme des animaux, comme si le point de vue d'une espèce sur les autres dépendait toujours du corps où elle réside,. Philippe Descola a lié cette conception à l'animisme.

## Publications

### Livres
- (pt) Araweté : Os deuses canibais, Rio de Janeiro, Jorge Zahar/ANPOCS, 1986.
- (en) From the enemy's point of view: Humanity and divinity in an Amazonian society, 1re éd., Chicago : University of Chicago Press, 1992.
- (pt) Araweté : O povo do Ipixuna, São Paulo, CEDI, 1992.
- (pt) Avec M. C. Cunha (dir.), Amazônia : Etnologia e história indígena, São Paulo, USP/FAPESP, 1993.
- (pt) Antropologia do parentesco: Estudos ameríndios (dir.), 1re éd., Rio de Janeiro, Editora da UFRJ, 1995.
- (en) Cosmological perspectivism in Amazonia and elsewhere. Four lectures given in the Department of Social Anthropology, Cambridge University (introduction de Roy Wagner), Master Class Series 1, February-March 1998.
- (en) A inconstância da alma selvagem (e outros ensaios de antropologia), São Paulo, Cosac & Naify, 2002.
- (en) (et al.), After-dinner speech given at Anthropology and Science, The 5th Decennial Conference of the Association of Social Anthropologists of the UK and Commonwealth. Manchester: University of Manchester, 2003.
- (pt) (dir.), A Onça e a Diferença - Projeto AmaZone, 2005.
- Sous la direction de Stéphane Breton et avec Michèle Coquet, Michael Houseman, Jean-Marie Schaeffer et Anne-Christine Taylor, Qu'est-ce qu'un corps ?, avant-propos Stéphane Martin, Flammarion/ Musée du quai Branly, 2006 (catalogue de l'exposition; contribution avec A-C. Taylor: Un corps fait de regards).
- Métaphysiques cannibales, Paris, PUF (collection MétaphysiqueS, dirigée par E. During, P. Maniglier, Q. Meillassoux et D. Rabouin), 2009  (ISBN 978-2-13-057811-6).
- (en) Radical dualism : A meta-fantasy on the square root of dual organizations, or A savage homage to Lévi-Strauss, dOCUMENTA (13) 100 Notes-100 Thoughts, n°056, Berlin, 2012.
- (pt) Avec Déborah Danowski, Há mundo por vir ? : Ensaio sobre os medos e os fins, orelha de Bruno Latour, Cultura e Barbarie co-edição com o Institute Socioambiental, 2014.
- (en) The relative native : Essays on indigenous conceptual worlds (postface de Roy Wagner), University of Chicago Press, 2015.
- L’inconstance de l’âme sauvage. Catholiques et cannibales dans le Brésil du XVIe siècle, Genève, Labor et Fides, 2020, 174 pages  (ISBN 978-2-8309-1708-6) (d’abord paru sous le titre : « Le marbre et le myrte : de l’inconstance de l’âme sauvage », in Mémoire de la tradition, Aurore Becquelin et Antoinette Molinié [éd.], Nanterre, Société d’ethnologie, 1993, p. 365-431).
- Politique des multiplicités. Pierre Clastres face à l’État, postface et traduction de Julien Pallotta, Éditions Dehors, 2019 (voir compte rendu de Lauriane Guillout)
- Le regard du jaguar. Introduction au perspectivisme amérindien, traduit par Pierre Delgado, Éditions la Tempête, 2021.

### Préface
(pt) Introdução trilíngue (português, inglês e guarani-kaiowá) à Totem de André Vallias, Cultura e Barbarie, 2014

### Articles
- (pt) Avec Manuela Carneiro da Cuhna, « Vingança e temporalidade : Os Tupinamba », in Journal de la Société des Américanistes, Volume 71 Numéro 1, année 1985.
- (en) « Miguel Rio Branco : The Indians of the future », in Latin American photography, Aperture, n° 109, hiver 1987.
- « Emmanuel Désveaux, Sous le signe de l'ours : Mythes et temporalité chez les Ojibwa septentrionaux (compte rendu)  », in Journal de la Société des Américanistes, Volume 75 Numéro 1, année 1989.
- (pt) « O mármore e a murta : Sobre a inconstância da alma selvagem », in Revista de Antropologia, Vol. 35 (1992), année 1992.
- Avec Ana de Alencar, « Structures, régimes, stratégies : À propos de Françoise Héritier-Augé et Élisabeth Copet-Rougier (dir.), Les Complexités de l'alliance. I : Les Systèmes semi-complexes », L'Homme, vol. 33, no 125,‎ janvier-mars 1993.
- Avec Carlos Fausto, « La Puissance et l'Acte : La parenté dans les basses terres d'Amérique du Sud », in L'Homme, Vol. 33 n° 126-128 : La Remontée de l'Amazone, avril-décembre 1993.
- « Une mauvaise querelle », in L'Homme, Vol. 34 n° 129, janvier-mars 1994.
- « Les pronoms cosmologiques et le perspectivisme amérindien », in Gilles Deleuze : Une vie philosophique, Eric Alliez (éd.), Institut Synthélabo, collection "Les empêcheurs de penser en rond », Le Plessis-Robinson, 1998.
- « Une figure humaine peut cacher une affection-jaguar. Réponse à une question de Didier Muguet », in Multitudes, 24, 2006.
- « La notion de cosmologie dans le contexte amérindien : Questions théoriques et directions de recherche », in Annuaire Tome 107 1998-1999, de l'École pratique des hautes études, section des sciences religieuses, 1998 (publication de la conférence donnée en 1998 en tant que docteur invité).
- (en) « The Crystal Forest : Notes on the ontology of Amazonian spirits », in Inner Asia, Vol. 9 n° 2. Special Issue: Perspectivism, 2007.
- « Claude Lévi-Strauss, Œuvres », in Gradhiva 8/2008 : Mémoire de l'esclavage au Bénin, 2008.
- « Une société réduite à sa plus simple expression… », Le siècle de Lévi-Strauss, Le Nouvel Observateur hors-série, France Roque et les éditions Saint-Simon, Paris, 2005 (réédition CNRS éditions, Paris, 2008).
- « Dans un certain sens », Cahiers Philosophiques, 2011/4 (n° 127) : Naturalismes d'aujourd'hui, Paris, Réseau Canopé.
- « Rendez-vous manqués », Europe, n° 1005-1006 « Claude Lévi-Strauss », janvier-février 2013.
- (pt) Avec Déborah Danowski, "Fragmento sobre o fragmento », Sopro, n° 97, 2013.
- « Le Don et le Donné : Trois nano-essais sur la parenté et la magie », Ethnographiques.org, numéro 6, novembre 2014.
- « Perspectivisme et multinaturalisme en Amérique indigène », trad. de l'an., Journal des anthropologues, n° 138-139, 2016, p. 161-181. .
- Avec Déborah Danowski, « L'Arrêt de monde », De l'Univers clos au monde infini, Émilie Hache (éd.), Bellevaux, Dehors, 2014.
- (en) « On the modes of existence of the extramoderns », Reset Modernity!, Edited by Bruno Latour , MIT Press, 2016.
- Eduardo Viveiros De Castro (trad. Armand Aupiais-L'Homme), « Les involontaires de la patrie », Multitudes, vol. 69, no 4,‎ 2017, p. 123-128 (ISSN 0292-0107 et 1777-5841, lire en ligne, consulté le 26 septembre 2018)

### Entretiens et conférences
- Principios e parâmetros : Un comentário a L'Exercice de la parenté, Rio de Janeiro, Museu nacional-UFRJ, comunicação 17, 1990.
- Conférence de M. Eduardo Viveiros de Castro, École pratique des hautes études, Section des sciences religieuses, Volume 11 Numéro 107, 1998.
- Éléments d'anthropologie post-structurale 1, 2, 3 et 4, conférences et débat, Maison Suger et Musée du Quai Branly, Paris, 2009 (1 - L'état actuel du problème anthropologique, 2 - Filiation intensive et alliance démonique: De l'Anti-Œdipe africain à l'Anti-Narcisse amérindien, 3 - Claude Lévi-Strauss fondateur du post-structuralisme et 4 - Perspectivisme et animisme, débat avec Philippe Descola).
- Autour des Métaphysiques cannibales, conférence, 3e Forum International de Philosophie Politique et Sociale (FIPS), Université Toulouse-Le-Mirai, 12 juillet 2011.
- L'anthropologie à l'épreuve de la crise écologique, conférence, Séminaire Chantiers de l'écologie politique II, Université Paris Ouest, 25 avril 2014.
- "Les Indiens d'Amazonie vivent dans un monde qui leur a été volé", entretien avec Weronika Zarachowicz, Télérama, 18 juin 2014.
- L'ontologie à anthropologie variable, conférence in Séminaire "Pratiques et ontologies", Sophiapol, 30 avril 2014
- Discours de réception du doctorat honoris causa de l'Université de Paris Ouest Nanterre La Défense, 11 décembre 2014
- Multi-naturalismes: cohabiter dans un monde multiple, conversation avec Vinciane Despret, Théâtre Nanterre Amandiers, 23 juin 2015.
- Eduardo Viveiros de Castro, les métaphysiques cannibales, Propos recueillis par T. Bera, in art press n°428, décembre 2015.
- Idées de la raison sauvage, conversation avec Martin Holbraad (entretien conduit par Vincent Normand et traduit par Vincent Vieillescazes), in Glass Bead Journal, 2016.
- L'écologie des autres, conversation avec Patric.e Maniglier, préparé et animé par Laurent de Sutter, in Les dialogues du contemporain, Odéon Théatre de l'Europe, 29 mars 2016

## Études sur Eduardo Viveiros de Castro
- Isabelle Combes,  « Être ou ne pas être : À propos d'Araweté : Os deuses canibais d'Eduardo Viveiros de Castro », Journal de la Société des américanistes, vol.  72, no 1, 1986.
- Françoise Héritier-Augé et Élisabeth Copet-Rougier, « Commentaires sur commentaire : Réponse à E. Viveiros de Castro », L'Homme, vol. 33, no 125, janvier-mars 1993.
- Nicolas Rousseau, « Eduardo Viveiros de Castro : Métaphysiques cannibales », Actu Philosophia, 23, janvier 2010
- Pierre Charbonnier, « L'Anti-Narcisse de Viveiros de Castro : À propos de Métaphysiques cannibales », La Vie des idées, 15 avril 2010.
- Didier Muguet, « Aux PUF : Métaphysiques cannibales d'Eduardo Viveiros de Castro (compte rendu) », RILI Web, 1, juin 2010.
- Andrea Cavazzini, « Eduardo Viveiros de Castro, Métaphysiques cannibales (note de lecture) », Cahiers philosophiques, 4/2011 (n° 127), 2011.
- Arnaud Pelletier, «“The Point of View is in the Body”. On the Leibnizian Turns of Anthropology », dans : Julia Weckend & Lloyd Strickland, Leibniz's legacy and impact, Routledge, 2019, pp. 225-241.

## Distinctions
- Doctorat honoris causa de l'Université Paris X ( France, 2014)[5]